# Мавзолей Астана-баба
Мавзолей Астана-баба (туркм. Astana-babaň kümmeti) — расположен в Туркменистане на территории Керкинского этрапа Лебапского велаята. Местное население именует то мазаром Астана-баба, то гробницей братьев Зейд-Али и Зувейд-Али и усыпальницей их жен — Гызлар-биби.

## История мавзолея
Мавзолей входит в мемориальный ансамбль, состоящий из мечети и гробницы, сооружение которых относится к XI — XII векам. По сути это несколько сооружений, построенных в разные времена. Но они настолько пристроены вплотную друг к другу, что трудно даже представить, каким был первоначальный облик сооружения.
Кто такой был сам Астана-Баба, никому не известно. Место, в котором расположен мавзолей, считается священным и исцеляющим. В комплексе «Астана-баба» также находятся мавзолеи Зейд-Али и Зувейд-Али.
Самой поздней пристройкой считается зал «Гызлар-биби», который относят к XVIII веку, пользуется особой популярностью у женщин-паломниц.

## Описание мавзолея
Мавзолей представляет собой строение из плоского сырцового кирпича и состоит из четырёх залов, которые, видимо, возводились по мере появления новых захоронений. В одном из них, пустом, расстелены молитвенные коврики, здесь находится молельный зал. В трех остальных — могилы святых.

## Легенда мавзолея
В одном из них, где находятся две могилы, висят таблички с надписями «Зейд-Али» и «Зубейд-Али». О появлении одной из них повествует такая легенда. По преданию, правитель Балха (территория нынешнего соседнего Афганистана) выдал любимую дочь за знатного человека Зем (нынешний Атамурат). Девушка умерла на чужой земле. Скорбящий отец возвёл ей мавзолей, который несколько раз рушился. Приснившийся правителю старец посоветовал привезти землю и воду из священной для всех мусульман Мекки. Тот послушался, доставленную землю стали смешивать с глиной, а воду вылили в колодец (он до сих пор есть здесь), откуда затем стали брать для строительства. Однако окончания стройки правитель не дождался, и отца с дочерью похоронили рядом. Вода в колодце, из которого по преданию брали воду для строительства мавзолея Зейд-Али и Зувейд-Али, считается святой.
По другому преданию в мавзолее покоятся знатного рода братья Зейд-Али и их жёны.

## Мавзолей сегодня
Мавзолей весьма популярный у туристов, а также считается святым местом и является объектом паломничества.